# Тосан (танк)
«Тосан» (означает «дикая лошадь» или «ярость») — иранский лёгкий танк. 
Иран называет его «танком быстрого реагирования», поскольку утверждается, что танк способен к быстрому реагированию и предназначен для выполнения стратегических задач.

## История
Производство началось в 1997 году, но танк был произведён лишь в небольшом количестве.  Полковник Насер Араб-Бейги, глава подразделения самообеспечения КСИР, объявил о массовом производстве «Тосана» 30 июня 2008 года в рамках кампании страны по достижению оборонной самодостаточности.
В июле 2020 года «Тосаны» были переброшены на северо-западные границы Джульфы и Ходаафарина из-за обострения напряжённости между Арменией и Азербайджаном.

## Конструкция
Tosan основан на британском лёгком танке FV101 Scorpion. Оснащён 90-мм пушкой, пусковыми установками для ПТРК «Туфан» и улучшенные системы стрельбы и наведения. Танк может передвигаться на большие расстояния на своих гусеницах, благодаря чему его не нужно перевозить на тягачах.
Иранские источники сообщают, что лобовая броня Tosan может защищать от пуль калибра до 12,7 мм. Оснащён дизельным двигателем.

## Варианты
- Sayyad — облегчённая версия Tosan, разработанная как средство «быстрого реагирования».
- Tosan 30 — вариант, вооружённый 30-мм автоматической пушкой 2А42.

## На вооружении[необходима ссылка]
- Иран: Используется сухопутными войсками и Корпусом стражей исламской революции.[6]